# 西日本鉄道吉塚自動車営業所
吉塚自動車営業所（よしづかじどうしゃえいぎょうしょ）は、福岡県福岡市東区馬出にある西日本鉄道のバス営業所。主に福岡市都心部を走る路線を担当する。JR九州鹿児島本線・福北ゆたか線吉塚駅・福岡市交通局箱崎線馬出九大病院前駅近くにある。営業所表記は○吉塚。

## 概説
整備場を持たないため、博多整備（博多営業所併設）にて整備は行われている。
かつては旧西鉄福岡市内線の東車庫跡地を利用した東営業所であったが、道路拡幅にともない1987年（昭和62年）3月20日に現在地に移転した。残った東営業所跡地には西鉄が手がける分譲マンション「サンリヤン県庁前」が建設されている。

## 管轄路線
- 2025年4月26日現在の路線（太字は終点・始発停留所）

### 金武線
ここでは当営業所が担当する系統のみを記載する。そのほかの系統については早良自動車営業所金武車庫の頁を参照されたい。
- ■■ 2
  - 四箇田団地 - 次郎丸 - 原 - 弥生二丁目 - 藤崎 - 西新 - 法務局前 - 天神
  - 四箇田団地 - 田隈新町 - 原 - 弥生二丁目 - 藤崎 - 西新 - 法務局前 - 天神
  - 歯科大病院 - 田隈新町 - 原 - 藤崎 - 西新 - 法務局前 - 天神
- ■■ 306／■ 2（九州医療センター→歯科大病院・四箇田団地間）
  - 四箇田団地 - 次郎丸 - 原 - 藤崎 - 福岡タワー南口 - ヒルトン福岡シーホーク - 九州医療センター - みずほPayPayドーム - （西公園RP - 都市高速 - 呉服町RP） - 呉服町 - 祇園町 - 博多駅
  - 四箇田団地 - 田隈新町 - 原 - 藤崎 - 福岡タワー南口 - ヒルトン福岡シーホーク - 九州医療センター - みずほPayPayドーム - （西公園RP - 都市高速 - 呉服町RP） - 呉服町 - 祇園町 - 博多駅
  - 歯科大病院 - 田隈新町 - 原 - 藤崎 - 福岡タワー南口 - ヒルトン福岡シーホーク - 九州医療センター - みずほPayPayドーム - （西公園RP - 都市高速 - 呉服町RP） - 呉服町 - 祇園町 - 博多駅
- ■ 直行
  - 博多駅→（呉服町RP → 都市高速 → 百道RP）→福岡タワー南口→藤崎
- ■ 305／W1（渡辺通り→藤崎間）
  - 博多駅→住吉→渡辺通一丁目→天神→（天神北RP → 都市高速 → 西公園RP）→みずほPayPayドーム→福岡タワー南口→藤崎
- ■307（博多駅→住吉間）→W2（渡辺通り→福岡タワー・藤崎間） 
  - 博多駅→住吉→渡辺通一丁目→天神→（天神北RP → 都市高速 → 百道RP）→福岡タワー（TNC放送会館）
  - 博多駅→住吉→渡辺通一丁目→天神→（天神北RP → 都市高速 → 百道RP）→福岡タワー南口→藤崎
- ■■ 急行 K
  - 九大伊都キャンパス（九大総合グラウンド） - 西警察署前 - 宮の前団地 - （福重/石丸RP - 都市高速 - 天神北RP） - 天神 - 渡辺通一丁目 - 博多駅
- ■■ エコルライナー K
  - 九大伊都キャンパス（九大総合グラウンド） - 西警察署前 - （今宿IC - 西九州道 - 都市高速 - 天神北RP） - 天神 - 渡辺通一丁目 - 博多駅

### 西新（城南）九大線
城南線・住吉通り経由。
- ■■ 9
  - 能古渡船場 - マリナタウン - 愛宕下 - 室見駅 - 藤崎 - 西新 - 鳥飼 - 大濠 - 六本松 - 薬院駅前 - 住吉 - 博多駅 - 呉服町 - 県庁前 - 箱崎三丁目
- ■ 10
  - 福岡タワー（TNC放送会館）←九州医療センター←西新←鳥飼←大濠←六本松←薬院駅前←住吉←博多駅←呉服町←県庁前←箱崎三丁目
- ■ 15
  - 博多駅 - 祇園町 - 福高前 - 千鳥橋 - ゆめタウン博多
- ■■ 15
  - 福岡タワー（TNC放送会館） - 九州医療センター - 西新 - 鳥飼 - 大濠 - 六本松 - 薬院駅前 - 住吉 - 博多駅
- ■ 58-1
  - 博多駅→住吉→渡辺通一丁目→薬院駅前→桜坂→上智福岡中高前→動物園前→教会前→薬院駅前→渡辺通一丁目→住吉→博多駅

### タワー（天神）貝塚線
（百道浜営業所と共同運行）
- ■■ 20
  - 福岡タワー（TNC放送会館） - 九州医療センター - 今川西町公園前 - 鳥飼 - 大濠 - 六本松 - 薬院駅前 - 渡辺通一丁目 - 天神 - 福岡市民ホール - 築港口 - 箱崎浜 - 貝塚駅

### 昭代（城南）博多駅線
- ■■ 11／→■ 88（薬院駅前→中央ふ頭間）
  - 藤崎 - 昭代一丁目 - 城南区役所北口 - 六本松 - 薬院駅前 - 住吉 - 博多駅 - 呉服町 - 蔵本 - マリンメッセ前 - 博多港国際ターミナル（中央ふ頭）

## 過去の路線

### 都心循環線

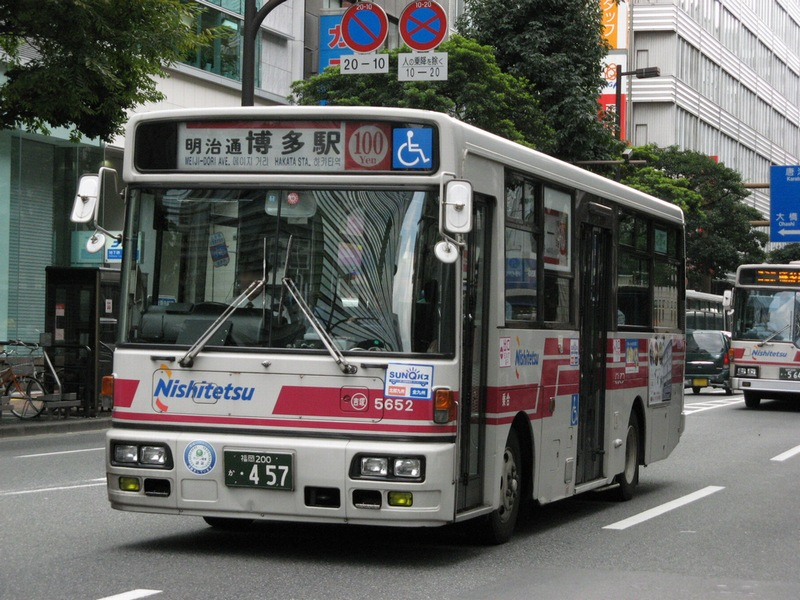
都心循環線

- ■ 100円循環（内回り）
  - (18)博多バスターミナル3番のりば→(17)駅前一丁目→(16)祇園町→(15)奥の堂→(14)呉服町→(13)土居町→(12)川端町・博多座前→(11)東中洲→(10)市役所北口・アクロス福岡前→(9)天神コア前→(8)天神大丸前→(6)春吉→(5)南新地→(4)キャナルイーストビル前→(3)TVQ前→(2)駅前四丁目→(1)博多駅シティ銀行前
- ■ 100円循環（外回り）
  - (1)博多駅前A→(2)駅前四丁目→(3)TVQ前→(4)キャナルシティ博多前→(5)南新地→(6)春吉→(8)西鉄天神高速バスターミナル前→(9)天神大和証券前→(10)市役所北口・アクロス福岡前→(11)東中洲→(12)川端町・博多座前→(13)土居町→(14)呉服町→(15)奥の堂→(16)祇園町→(17)駅前一丁目→(18)博多駅三井ビル

### 100円ライナー線

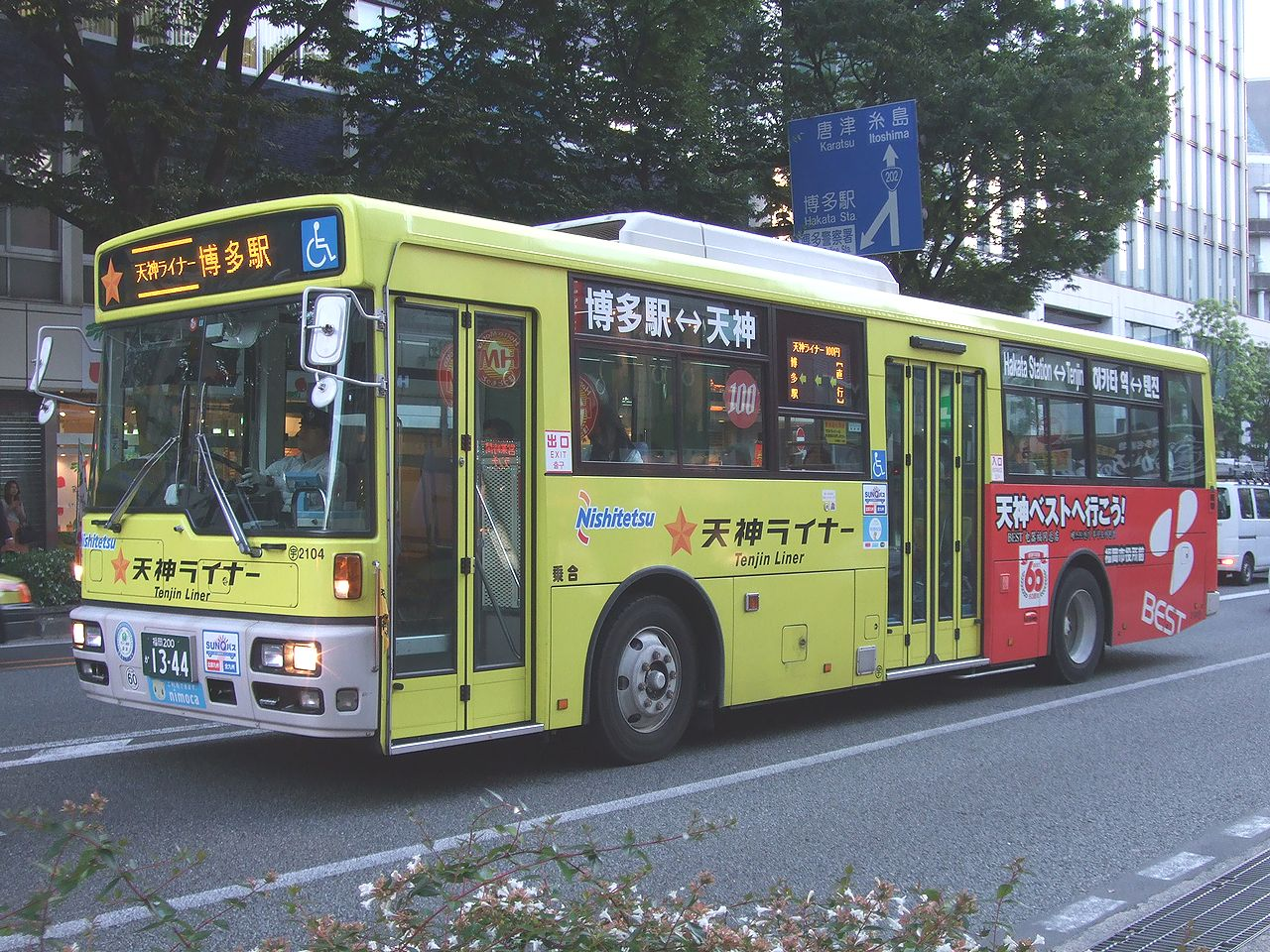
都心循環バス「100円ライナー」（写真は宇美営業所担当）現在は前面のロゴマークなどが撤去されている

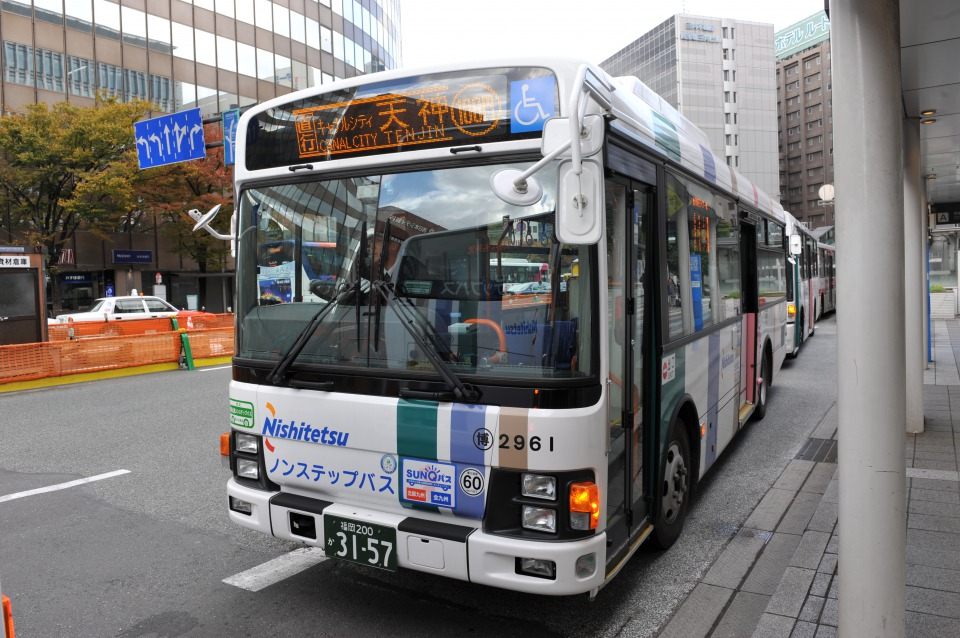
博多駅 - キャナルシティ - 天神間は【直行】種別にて運行される

- ★ 都心循環バス「100円ライナー」
  - 内回り　(18)博多バスターミナル→（14）呉服町→(12)川端町・博多座前→(9)天神コア前→(8)天神大丸前→(4)キャナルイーストビル前→(1)博多駅シティ銀行前
  - 外回り　(1)博多駅前A→(4)キャナルシティ博多前→(8)西鉄天神高速バスターミナル前→(9)天神大和証券前→(12)川端町・博多座前→（14）呉服町→(18)博多駅三井ビル

### 中央ふ頭シャトル線
- ■ 急行
  - 博多駅筑紫口 - 博多駅前 - 祇園町 - 蔵本 - 国際会議場・サンパレス前 - マリンメッセ前 - 中央ふ頭（博多港国際ターミナル）

表記のバス停のみ停車。博多駅筑紫口（乗車）のバス停はサンライフホテル前となる。

### タワー（明治通）吉塚線

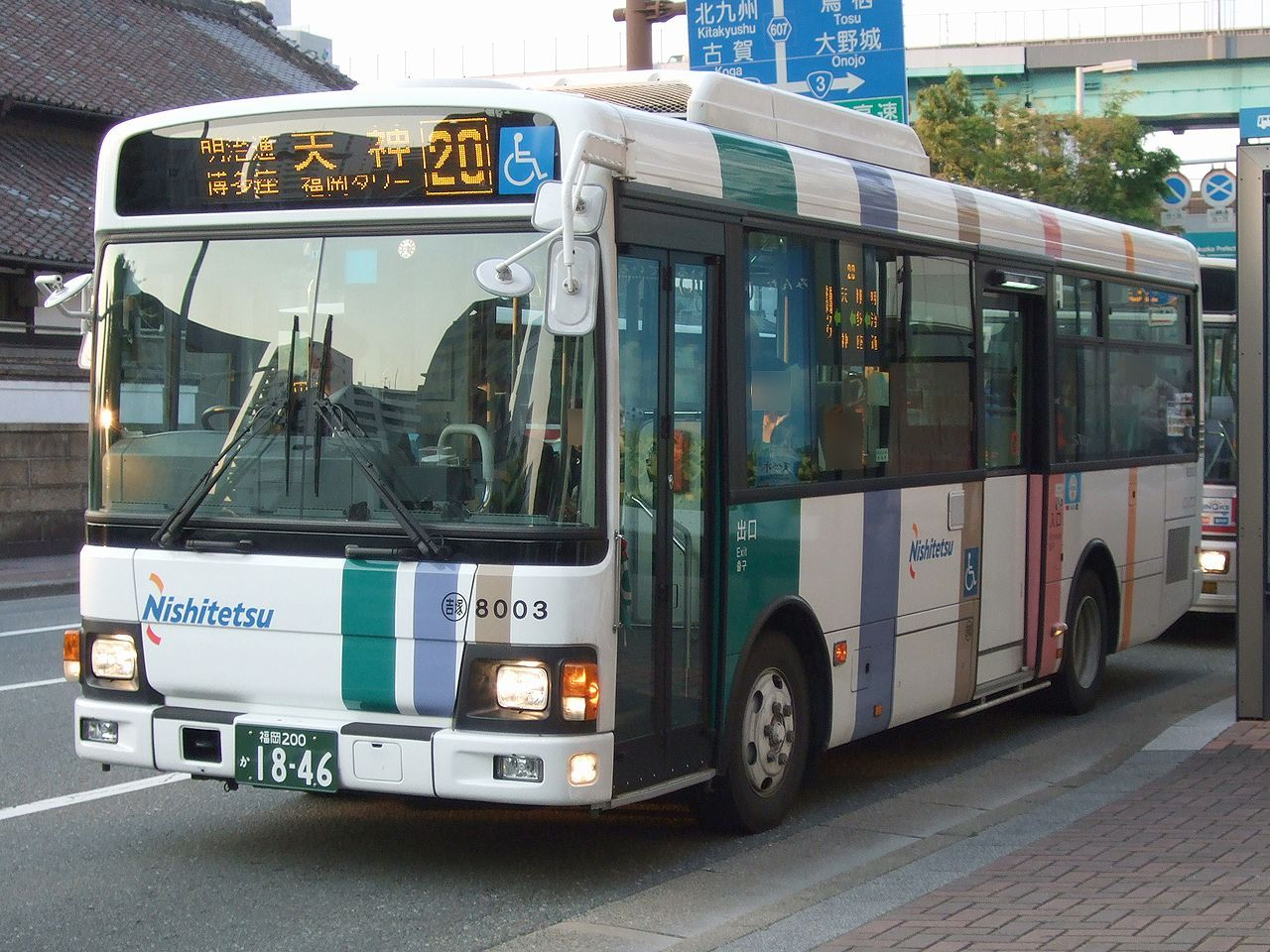
20番

- ■■■ 20（月見町・吉塚営業所行きは地行から1番として運行）
  - 福岡タワー南口（TNC放送会館前） - 医師会館・ソフトリサーチパーク前 - 国立医療センター - 地行 - 唐人町 - 大濠公園 - 赤坂門 - 天神 - 東中洲 - 呉服町 - 千代町 - 県庁前 - 馬出 - 吉塚営業所 - 巴町 - 月見町
  - 福岡タワー南口（TNC放送会館前） - 医師会館・ソフトリサーチパーク前 - 国立医療センター - 地行 - 唐人町 - 大濠公園 - 赤坂門 - 天神 - 東中洲 - 呉服町 - 千代町 - 県庁前 - 吉塚駅前 - 吉塚営業所
- ■■ 1
  - 大濠公園 - 赤坂門 - 天神 - 東中洲 - 呉服町 - 千代町 - 県庁前 - 馬出 - 吉塚営業所 - 巴町 - 月見町
  - 大濠公園 - 赤坂門 - 天神 - 東中洲 - 呉服町 - 千代町 - 県庁前 - 吉塚駅前 - 吉塚営業所

### 板付団地線
- ■■■ 40（藤崎行きは博多バスターミナルから312番として運行）
  - 藤崎 - 福岡タワー南口 - 医師会館・ソフトリサーチパーク前 - （西公園RP - 都市高速 - 呉服町RP）- 呉服町 - 博多バスターミナル（博多駅） - 山王一丁目 - 那珂 - 板付団地 - 板付七丁目
  - 西公園 - 赤坂門 - 天神 - 東中洲 - 呉服町 - 博多バスターミナル（博多駅） - 山王一丁目 - 那珂 - 板付団地 - 板付七丁目

西公園発着便は毎時1本程度が運行されていたが、2007年3月26日改正で都市高速経由藤崎行きに置き換えられ、廃止された。
- ■ 40特別快速（快速区間　那珂→筑紫口（博多駅）、博多バスターミナルからは312番として運行）
  - 板付七丁目→板付団地→那珂→（ノンストップ）→筑紫口（博多駅）→博多バスターミナル（博多駅）→呉服町→（呉服町RP → 都市高速 → 西公園RP）→医師会館・ソフトリサーチパーク前→福岡タワー南口→藤崎

### 昭代（城南）博多駅線
- ■ 無番
  - 中央埠頭 - 築港口 - 千鳥橋

### 博多駅〜福岡空港国際線ターミナル線
- □ 無番
  - 博多駅交通センター - 福岡空港国際線ターミナル

### 福岡空港国際線～博多駅・天神線
- ■ A 
  - 福岡空港国際線 - 半道橋二丁目 - 山王一丁目 - 瑞穂 - 駅東三丁目 - 筑紫口 - 博多駅 - 駅前四丁目 - 住吉 - 柳橋 - 渡辺通一丁目 - 天神

### 西新（築港）貝塚線
（百道浜営業所と共同運行）
- ■■ 25
  - 福岡タワー（TNC放送会館） - 医師会館・ソフトリサーチパーク前 - （←ヒルトン福岡シーホーク前←） - 九州医療センター - 地行 - 西新パレス前 - 西新四丁目 - 鳥飼 - 大濠 - 六本松 - 桜坂 - 雙葉学園入口 - 薬院大通り - 薬院駅前 - 渡辺通一丁目 - 天神地区（天神南 - （→天神ソラリアステージ前→/←天神コア前←） - 天神北） - 市民会館前 - 石城町 - 千鳥橋 - 馬出三丁目 - 箱崎浜 - 箱崎松原 - 貝塚駅
- ■ 25-1（動物園前行き）■ 25（貝塚駅行き）
  - 動物園前 - 教会前 - 九電体育館前 - 薬院大通り - 薬院駅前 - 渡辺通一丁目 - 天神地区（天神南 - （→天神ソラリアステージ前→/←天神コア前←） - 天神北） - 市民会館前 - 石城町 - 千鳥橋 - 馬出三丁目 - 箱崎浜 - 箱崎松原 - 貝塚駅

### 金武線
- 直行／2（博物館北口→四箇田団地間）
  - （直行:現行路線 博多駅→（呉服町RP → 都市高速 → 百道RP）→福岡タワー南口→藤崎）→原→田隈新町→四箇田団地

### 福岡都心ライナー（臨時）
2010年4月1日から同年6月30日までの平日に期間限定で運行された。
- ■ 特別快速・急行（博多駅→明治通→大手門は特別快速、城内美術館東口（現：福岡市美術館東口）→国体道路→博多駅は急行）
  - 博多駅交通センター（現：博多バスターミナル）→呉服町→天神福ビル前→天神新天町入口→赤坂門→城内美術館東口（現：福岡市美術館東口）→警固町→天神警固神社・三越前→天神一丁目→キャナルシティ博多前（現：キャナルイーストビル前）→博多駅交通センター（現：博多バスターミナル）

### 博多駅・中央ふ頭線
- ■ 80　天神一丁目へは停車しない
  - 博多駅地区 - 祇園町 - キャナルシティ博多前 - 天神地区(←■68) - 市民会館前 - 国際会議場サンパレス前 - マリンメッセ前 - 博多港国際ターミナル

### アイランド海の中道線
- ■■ 臨時
  - サンシャインプール - マリンワールド海の中道 - （香椎浜RP - 都市高速 - 呉服町RP） - 蔵本 - 天神※全停留所記載

毎年7月中旬 - 9月下旬頃までサンシャインプールの営業時期に併せて運行される。2023年現在はアイランドシティ営業所により運行。

### 西新（城南）九大線
- ■■ 9
  - マリノアシティ福岡 - 名柄団地 - （9番:現行路線 郵便局前 - 博多駅）

### 福岡空港国際線～博多駅・天神線
福岡空港国際線 - (ノンストップ) - 博多駅（博多バスターミナル）
快速
福岡空港国際線 - 山王一丁目 - 瑞穂 - 博多駅 - 駅前四丁目 - 渡辺通一丁目 - 西鉄天神高速バスターミナル　
各停
福岡空港国際線 - 半道橋二丁目 - 山王一丁目 - 山王公園前 - 瑞穂 - 駅東三丁目 - 駅東二丁目 - 博多駅 - 駅前四丁目 - 渡辺通一丁目 - 西鉄天神高速バスターミナル
新型コロナウイルスの影響により、2020年4月4日から直行便の運行を休止、さらに同年10月1日より快速・各停便も含めて全便運休していたが2022年12月24日より直行便のみ運行を再開した。
その後2025年4月26日ダイヤ改正より路線経路・路線名変更・使用車両など変更の上、竹下自動車営業所へ移管。

## 車両
かつて高速車、貸切車が配置されていた時期があったが現在は路線車のみ。
- 路線車
  - 大型車は純正車両が導入される前、主に日産ディーゼルと日野が新製投入されていた。2013年には福岡空港国際線ターミナル～博多駅・天神線の運行に合わせていすゞエルガのノンステップバスが投入されたが、現在は2792号車を除き転出。2014年には三菱ふそうエアロスター、2016年に日野ブルーリボンといすゞエルガ、2017年にエルガとAIRPORT BUS専用車としてエアロスター（3121～3125）[3]、2018年にエアロスター（3240・3241）[4]。その後、日野ブルーリボン（8302・8303）が投入されている。
  - 中型車は現在配置なし。

日産ディーゼル、いすゞの西工B型・日野レインボーII、いすゞエルガミオの配置があった。
- 2008年6月9日から運行されているスマートループの塗装のバスを最初に導入した営業所である。